# Carretera Federal 51
La Carretera Federal 51 es una carretera federal mexicana dividida en dos segmentos discontinuos con orientación sur-norte. El primero de ellos con una longitud de 399.05 km inicia en la ciudad de Iguala, Guerrero y comunica con Zitácuaro, en el estado de Michoacán. El segundo segmento, con 309.41 km de largo, inicia en la ciudad de Maravatío de Ocampo, Michoacán y conecta con Ojuelos de Jalisco, en el estado de Jalisco.
La carretera 51 atraviesa gran parte de la región de la Tierra Caliente de los estados de Guerrero y Michoacán; en el primero corre más o menos paralela al río Balsas. Así también cruza, en su segundo segmento, el estado de Guanajuato de sur a norte. 

## Trayecto

### Guerrero
La carretera inicia en la ciudad de Iguala de la Independencia, en la región Norte del estado de Guerrero, concretamente en el parte norte del Periférico de la ciudad con sentido hacia al poniente. Dentro del estado, la carretera 51 comunica a dicha ciudad con Ciudad Altamirano, en un tramo comprendido de 184 km. En este tramo la carretera es conocida localmente como "Carretera Iguala-Ciudad Altamirano".

#### Localidades y puntos de referencia

Identificador de la Carretera Federal 51.

Las localidades que atraviesa, así como los entronques y puntos de referencia en el citado tramo son los siguientes:
- Iguala (inicio del primer segmento de la carretera)
- Entronque a Cocula
- Ahuehuepan
- Hacienda de Ocuilixtlahuacán
- Xalostoc
- Entronque a Ixcateopan de Cuauhtémoc y Taxco
- Teloloapan (entronque a Apaxtla)
- Alpixafia
- Entronque a Ixcapuzalco
- Los Aguajes
- Ranchos Nuevos
- Las Ceibitas (entronque a Acapetlahuaya)
- El Crustel
- Los Brasiles
- Miahuatepec
- Presa Vicente Guerrero (Presa Palos Altos)
- Palos Altos (entronque a Carretera Estatal 2)
- Tlalchichilpa
- Arcelia (entrada)
- Entronque a Hacienda Nueva, San Miguel Tecomatlán y Tlalchapa
- Santo Niño
- San José Poliutla (entronque a San Miguel Tecomatlán y Tlalchapa)
- Entronque a San Miguel Totolapan y Ajuchitlán del Progreso
- Monumento a Lázaro Cárdenas del Río (Cabeza de Lázaro Cardenas)
- El Tanque
- Tlapehuala (entronque a Ajuchitlán del Progreso)
- Morelita
- Curva de Changata (Mirador del río Balsas)
- Santa Bárbara
- Entronque a Tlalchapa
- Ciudad Altamirano (intersección con Carretera Federal 134)

#### Distancias
Cortas
- De Iguala al entronque a Cocula — 9 km
- Del entronque a Cocula al entronque a Ixcateopan de Cuauhtémoc — 34 km
- Del entronque a Ixcateopan de Cuauhtémoc a la ciudad de Teloloapan — 20 km
- De Teloloapan al entronque a Ixcapuzalco — 12 km
- Del entronque a Ixcapuzalco al entronque a Acapetlahuaya — 19 km
- Del entronque a Acapetlahuaya a Arcelia — 37 km
- De Arcelia a Tlapehuala — 32 km
- De Tlapehuala a Ciudad Altamirano — 21 km

Largas
- De Iguala a Teloloapan — 63 km
- De Teloloapan a Arcelia — 68 km
- De Arcelia a Ciudad Altamirano — 53 km

### Michoacán
La carretera entra procedente del Puente Cutzamala de Ciudad Altamirano, que cruza el río Cutzamala, una de las afluentes del río Balsas y límite natural entre los estados de Guerrero y Michoacán. En este punto, la carretera 51 se interseca en un pequeño tramo con la Carretera Federal 134, que comunica a Naucalpan de Juárez, Estado de México con Zihuatanejo, Guerrero. La carretera 51, todavía en su primer segmento, conecta en el estado a la localidad Vicente Riva Palacio con Zitácuaro en un tramo comprendido de 217 km.

#### Localidades y puntos de referencia
Las localidades que atraviesa, así como los entronques y puntos de referencia en el citado tramo son los siguientes:
- Vicente Riva Palacio (intersección con Carretera Federal 134)
- San Jerónimo
- Tacupa
- Chumbítaro
- San Lucas
- Purechucho
- Huetamo de Núñez (entronque a Zirándaro a Churumuco)
- Entronque a Carácuaro y Nocupétaro
- Tiquicheo
- Entronque con Carretera Federal 49
- Melchor Ocampo
- Cruce del río Tuzantla
- Tuzantla
- Cerrito Organista
- Los Guajes de Teamaro
- Parícuaro
- Santa Ana de Guerrero
- Benito Juárez
- Entronque sur a Zicata de Morelos
- Entronque norte a Zicata de Morelos
- La Encarnación
- Zitácuaro (final del primer segmento de la carretera)

#### Distancias
Cortas
- De Ciudad Altamirano (Guerrero) a Vicente Riva Palacio — 1 km
- De Vicente Riva Palacio a San Lucas — 34 km
- De San Lucas a Huetamo de Núñez — 19 km
- De Huetamo de Núñez al entronque a Carácuaro — 27 km
- Del entronque a Carácuaro a Tiquicheo — 33 km
- De Tiquicheo al entronque con Carretera Federal 49 — 14 km
- Del entronque con la Carretera Federal 49 a Tuzantla — 36 km
- De Tuzantla al entronque norte a Zicata de Morelos — 42 km
- Del entronque norte a Zicata de Morelos a Zitácuaro — 12 km

Largas
- De Vicente Riva Palacio a Huetamo de Núñez — 53 km
- De Huetamo de Núñez a Zitácuaro — 164 km

#### Segundo segmento
La carretera 51 inicia su segundo segmento en la ciudad de Maravatío de Ocampo y corre todavía en un pequeño tramo del estado de Michoacán con dirección hacia el noroeste para luego internarse en territorio del estado de Guanajuato, con dirección a Tarandacuao.
- Maravatío de Ocampo (inicio del segundo segmento de la carretera)

#### Distancias
- De Maravatío de Ocampo, Michoacán a Tarandacuao, Guanajuato — 36 km

### Guanajuato

#### Localidades y puntos de referencia
Las localidades que atraviesa, así como los entronques y puntos de referencia en el citado tramo son los siguientes:
- Acámbaro
- Salvatierra
- Celaya
- Comonfort
- San Miguel de Allende
- Dolores Hidalgo
- San Felipe
- Ocampo

### Jalisco

#### Localidades y puntos de referencia
Las localidades que atraviesa, así como los entronques y puntos de referencia en el citado tramo son los siguientes:
- Ojuelos de Jalisco (final del segundo segmento de la carretera)

#### Distancias
- De Ocampo, Guanajuato a Ojuelos de Jalisco, Jalisco — 27 km